# Thiên hoàng Seimu
Thiên hoàng Seimu (成務天皇, Seimu-tennō, Thành Vụ Thiên hoàng) là vị Thiên hoàng thứ 13 của Nhật Bản theo Danh sách Thiên hoàng truyền thống. Phần lớn sử gia xem vua Seimu là một nhân vật huyền thoại, và cái tên Seimu-tennō được người đời sau đặt làm thụy hiệu của ông.

## Truyện truyền thuyết
Không có ngày tháng chắc chắn về cuộc đời và triều đại của vị Thiên hoàng này. Vua Seimu được các nhà sử học coi là một "Thiên hoàng truyền thuyết" vì thiếu thông tin về ông, mà cũng không thể phủ định được việc một người như thế đã từng tồn tại. Hơn nữa, các học giả chỉ biết than thở rằng, ở thời điểm này, không có đủ các bằng chứng để nghiên cứu và thẩm tra kỹ càng hơn. Nếu ông có thật, vào thời đó, danh xưng Tennō (Thiên hoàng) vẫn chưa được sử dụng, và chính thể mà ông có lẽ đã cai trị cũng không bao gồm toàn bộ hay thậm chí là phần lớn Nhật Bản. Trong sử ký bao gồm cả những người tiếp nối ông trong thời kỳ đã có sử, có lý do để kết luận rằng nếu ông tồn tại thật, vua Seimu có thể chỉ là một tù trưởng hay vua của một vùng vào đầu xã hội bộ lạc Yamato.
Mặc dù nơi an nghỉ cuối cùng của vị Thiên hoàng truyền thuyết này vẫn còn chưa biết, lăng mộ Hoàng gia chính thức của vua Seimu ngày nay có thể đến thăm tại Misasagi-cho, thành phố Nara.